# Malum in se
Malum in se (plural mala in se) es una expresión latina que significa incorrecto o malo en sí mismo. Se utiliza para referirse a una conducta considerada pecaminosa o intrínsecamente mala por naturaleza, independientemente de las normas que la regulen. Se distingue del malum prohibitum, que se refiere a actos que son malos sólo porque están prohibidos por la ley.
Por ejemplo, la mayoría de los seres humanos creen que el asesinato, la violación y el robo son malos, independientemente de si una ley regula esa conducta o de dónde se produzca, y por lo tanto es reconocible como malum in se. Por el contrario, los delitos malum prohibitum son delictivos no porque sean intrínsecamente malos, sino porque el acto está prohibido por la ley del Estado. Por ejemplo, la mayoría de las jurisdicciones de Estados Unidos exigen que los conductores circulen por el lado derecho de la calzada. Esto no se debe a que conducir por la izquierda se considere inmoral, sino a que unas normas coherentes promueven la seguridad y el orden en las carreteras.
La cuestión entre lo intrínsecamente incorrecto y lo prohibido tiene su origen, muy probablemente, en el diálogo socrático de Platón, Eutifrón, en el que Sócrates preguntó: "¿Es lo piadoso (τὸ ὅσιον) amado por los dioses porque es piadoso, o es piadoso porque es amado por los dioses?". (10a). En este caso, ¿mandan los dioses lo que es bueno, o mandan los dioses lo bueno?
Este concepto se utilizó para desarrollar los diversos delitos del derecho consuetudinario. En el caso de la Judicatura, se determinó que "lo que es contrario a la ley natural" es malum in se y como tal está prohibido por la Ley de enjuiciamiento judicial y el Derecho Penal, sin embargo "lo que es contrario a la ley estatutaria" es malum prohibitum y como tal es un delito prohibido por la Ley de audiencia del Congreso y el Derecho Civil. La idea libertaria del "Principio de no agresión"  es a menudo una referencia para determinar la amnistía en virtud de la ley.
Otra forma de describir la diferencia conceptual subyacente entre "malum in se" y "malum prohibitum" es "iussum quia iustum" e "iustum quia iussum", a saber, algo que se ordena (iussum) porque es justo (iustum) y algo que es justo (iustum) porque se ordena (iussum).